# Rancid
Glasbena skupina Rancid je ameriška punk rock skupina, ustanovljena leta 1991. Skupino sta ustanovila Matt Freeman in Tim Armstrong.

## O skupini
Skupino Rancid uvrščamo med t. i. kalifornijske punk rock bande, kot sta npr. skupini The Offspring in Green Day. Sestavljajo pa jo Tim Armstrong na kitari in vokalu, Matt Freeman na bas kitari in 2-vokalu, Lars Frederiksen na kitari in 3-vokalu in Branden Steineckert na bobnih. Matt Freeman in Tim Armstrong sta bila v skupini že od samega začetka, medtem ko sta se Lars Frederiksen in Branden Steineckert pridružila kasneje. Frederiksen se je pridružil skupini leta 1993, ko je ta iskala še drugega kitarista, Steineckert pa leta 2006, ko je skupino zapustil njihov prejšnji bobnar Brett Reed.
Bend je v svoji karieri izdal 9 albumov in 2 EP-ja. Njihovi največji hiti so »Ruby Soho«, »Roots Radicals«, »Time Bomb«, »Salvation« in »Fall Back Down«.

## Diskografija

### Albumi
- Rancid - 1993
- Let's Go - 1994
- …And Out Come the Wolves - 1995
- Life Won't Wait - 1998
- Rancid - 2000
- Indestructible - 2003
- Let The Dominoes Fall - 2009
- Honor Is All We Know - 2014
- Trouble Maker - 2017

### EP-ji
- Rancid (EP) - 1992
- Radio Radio Radio - 1993

### Kompilacije
- B Sides and C Sides - 2007
- All The Moon Stompers - 2015